# 馮時行
馮時行（？—？），號中斋，直隶河间府河间县人。明朝政治人物、進士出身。

## 生平
萬曆十三年（1585年），河间城隍庙池里长出了并蒂莲，時行与弟馮時寵同舉順天府鄉試舉人，十七年（1589年）己丑科進士，通政司觀政，十八年六月授南直隶太湖知县。改易州學正，二十四年升順天府儒學教授，二十五年升國子監助教，二十六年升户部主事，二十八年管下粮厅，二十九年升郎中，三十年养病。三十二年起添注户部郎中，三十三年京察。四十一年降两浙運副，四十五年升刑部员外郎，奏献各种奇車，四十八年升山東司郎中，天啓元年升通政使司左參議，六年改任尚宝司卿，本年升太仆寺少卿。天启七年八月叙宁锦功，加升太僕寺卿，仍管少卿事。崇禎元年升通政使，以年过八旬，被勒令致仕。

## 家族
曾祖馮聪。祖父馮仲經。父冯春，生员，以時行封户部郎中。弟馮時寵，历上蔡知县、万历三十五年任清涧知县，四十一年任德平知县，卒于官。